# Anne Dsane Andersen
Anne Dsane Andersen (født 10. november 1992 i Randers), nu Anne Dsane Jessen,[kilde mangler] er en dansk roer, der ved OL i Rio 2016 sammen med sin makker Lærke Berg Rasmussen debuterede ved OL og vandt bronze i deres bådtype, toer uden styrmand. Hun stiller op for Roklubben Kvik.

## Sportskarriere
Anne Dsane Andersen voksede op i Aalborg, og hun begyndte på foranledning af en folkeskolelærer at ro i den lokale klub Roklubben Ægir i 2006. Her viste hun snart sit talent og vandt året efter junior-DM i dobbeltfireren sammen med tre klubkammerater samt sølv i dobbeltsculler.
Da hun flyttede til Brønshøj, begyndte hun at ro i Kvik, og her roede hun blandt andet dobbeltsculler sammen med Fie Udby Erichsen, og parret vandt DM i denne bådtype i 2014.
Hun blev relativt tidligt af roforbundet sat sammen med Lærke Berg Rasmussen i fireren og i dobbeltsculler. I 2014 skiftede parret til toer uden styrmand. En fjerdeplads ved VM 2015 gav Danmark en OL-billet, som parret senere fik tildelt.
Som debutanter ved OL var Andersen og Rasmussen ikke på forhånd blandt medaljekandidaterne fra Danmark, men parret kvalificerede sig først sikkert videre til semifinalen fra det indledende heat, hvilket blev fulgt op af en sejr i deres semifinaleheat og dermed sikring af plads i finalen. Her lå parret længe placeret som nummer to efter de suveræne britiske forhåndsfavoritter, Helen Glover og Heather Stanning, men mod slutningen af løbet blev Andersen og Rasmussen indhentet af newzealænderne, Genevieve Behrent og Rebecca Scown, og endte med at få bronze, hvilket var markant bedre end målsætningen om mindst en niendeplads.

## Privatliv
Mellemnavnet Dsane har Andersen efter sin farfar, der stammer fra Ghana.